# Mastax saganicola
Mastax saganicola é uma espécie de carabídeo da tribo Brachinini, com distribuição restrita à Etiópia.